# Вергулівське
Вергулівське —  селище в Україні, в Хрустальненській міській громаді Ровеньківського району Луганської області. Населення становить 110 осіб. Орган місцевого самоврядування — Петровська міська рада.
| Україна | Це незавершена стаття з географії України. Ви можете допомогти проєкту, виправивши або дописавши її. |